# イケア

青色の国はイケアの出店国。
黄色の国は出店計画中の国。
赤色の国は店舗が閉鎖された国。ロシアのウクライナ侵攻によって、ロシアにおけるすべてのIKEA Retail事業を一時停止している。

イケア（IKEA）は、オランダに本社を置くスウェーデン発祥の企業で、ヨーロッパ・北米・アジア・オセアニアなど世界各地に出店している、世界最大の家具量販のコングロマリットである。
2008年以後は世界最大の家具量販店である。
IKEAの転写は後述の通り複数あるが、本項目では日本法人である『イケア・ジャパン株式会社』が定める『イケア』と記述するものとする。

## 概要
各国で「イケアストア」と呼ばれる郊外の大規模な販売店舗を展開していることが特徴。大型店舗内にカフェテリア方式のレストラン、およびホットドッグなどの軽食やコーヒー類を提供する「ビストロ」という名のカフェを併設しており、ショッピングの途中で店内で栄養をとり休憩できることも特徴である。「IKEAオンラインストア」でインターネット通販も行っている。
取り扱う商品は価格が比較的安価に設定されており、現代的なデザインで、客が自動車で持ち帰り可能な半・組立家具を自社開発している。
「イケアグループ」と呼ばれる企業群の2011年の売上高は世界全体で250億ユーロに及び、従業員は世界各国で10万人を超える。あえて世界のどの市場でも株式を公開しておらず、非上場を維持している。カンプラードは「非上場企業のままでいることがイケアの驚異的な成功の主因の1つになっている」として、今後も非上場を維持するとしている。
「イケアグループ」は、製造部門の子会社であるスウェドウッド、サービス部門を統括するイケアサービス、デザインや商品企画などを担当するイケア・オブ・スウェーデン他、各国の販売チャンネルなど多くの子会社を含んでいる。イケアグループ全体の親会社はインカ・ホールディングであり、そのインカ・ホールディングは2012年時点では、オランダ南部の都市ライデンを本拠地とする財団法人スティヒティング・インカ・ファウンデーション（創業者イングヴァル・カンプラードが創設した基金）が所有している。
記事後半で日本法人であるイケア・ジャパン株式会社（英: IKEA JAPAN K.K.）および日本での展開についても説明する（#日本での展開）。

## 名称
IKEAは、Ingvar Kamprad, Elmtaryd, Agunnaryd の頭字語である。Ingvar Kamprad（イングヴァル・カンプラード）は創業者の名前、Elmtaryd（エルムタリッド）は彼が育った農場の名称、Agunnaryd（アグナリッド）は彼の出身地の都市名でスウェーデン南部のスモーランド地方 (Småland) にある。
IKEAは、スウェーデン語では「イケーア」（[ɪˈkeːˈa]）あるいは「イケーヤ」 と発音されるが、日本語では「イケア」、ドイツ語などでも「イケア」と発音される。英語では「アイキーア」（[aɪˈkiːə]）と発音される。中国語では宜家と書き、Yí jiā（イージャー）と発音する。

## 歴史
1943年、17歳だったイングヴァル・カンプラードが設立した雑貨店が元になっている。当時は需要があれば何でも取り扱う店であったが、1947年に地元の家具店と契約して格安販売を開始するとこれが大当たりし、1951年以降は完全に家具販売に集中する。
1953年に最初のショールームをオープン以後は、順調に売り上げを伸ばしていたが、同業他社との深刻な価格競争に巻き込まれることになり、ライバルの圧力によって、家具メーカーからの商品供給停止という深刻な状態となる。しかし、こうした事態をバネに、自社で独自のデザイナーを抱え、企画・製造・販売まで全てまかなう、現在のイケアのスタイルを誕生させた。また、この際にイケアの特徴の一つである「フラットパック（分解された商品は、できるかぎり薄く小さい梱包をされており、自動車のトランクに積んで簡単に持ち帰ることができる）」も誕生している。
1963年からスウェーデン国外での積極的な展開を開始。ノルウェーを足がかりにして、スイス・フランス・ドイツ・デンマークなどヨーロッパのほぼ全域、アメリカ合衆国やカナダ、日本にも出店した。流通や梱包、製造などのコストを徹底的に削減しながら、顧客のニーズに合わせた格安の組み立て式家具を販売し、その後ヨーロッパで絶大な人気を誇るようになっていく。
中国やオーストラリアへも進出し、1993年には25カ国で100店舗を達成。2008年4月現在で、世界の36の国と地域に合計278店舗。そのうち24カ国、246店舗が直営店となっている（他はフランチャイズ方式）。2011年には中国雲南省の昆明市に、イケアのコンセプトを真似した「偽イケア」が登場している。
2014年、イケアが最低賃金を時給10.76米ドルまで引き上げる ことを発表した。これは17%の賃金上昇である。より高い給料はイケア社員への主要な投資 であるとイケアは述べている。
2015年に、店舗のある全ての国家でインターネット通販を展開すると発表。アメリカ、ドイツ、イギリスなど欧米でオンラインサイトを展開し、日本では遅れて2017年4月に開始した。
2022年にはロシアによるウクライナ侵略を受け、3月3日にロシアにおける事業停止を決定した。
因みに、ロングセラー商品であるチェア「POÄNG（ポエング）」シリーズは日本人デザイナー・中村昇のデザインによるものであり、中村が日本人初のIKEA専属デザイナー時代（1973年から6年間）に開発された。

## 店舗
青色と黄色を基調とした外観は各国共通であり、いずれの国でも店舗入り口前には出店先の国の国旗とスウェーデンの国旗の両方を掲揚している。
店舗外観
- デンマークの店舗。IKEAと表記。
- マレーシアの店舗。IKEAと表記。
- 日本、港北店。IKEAと表記。
- 台湾・高雄市の店舗では宜家と漢字表記。

店内には以下のようなエリアがある。
1. イケア商品を使ったテーマ別モデルルーム
2. 収納、テーブル、布物、小物、ガーデニングなど商品別のエリア
3. 組み立て家具の倉庫
4. レストラン（スウェーデン料理やドリンクバーなど）、ビストロ（ホットドッグなどの軽食類やコーヒー・紅茶類）
5. 託児施設（Småland／スモーランド）[18]
6. お会計エリア + 発送依頼などのサービスカウンター

IKEAの実店舗でのショッピングの手順は、小物と大物では異なっている。
- 小物に関しては、客は店舗の入り口や途中に用意されているカートを押し、店舗の棚やカゴなどに大量に並んでいるものから気にいったものを次々とカートに入れてゆけばよい。お会計は、最後の最後にレジエリアでまとめておこなう。
- カートに入らない家具などの大物に関しては、下の写真のようなモデルルームで、各商品が実際に部屋に置かれた状況を想像・把握したうえで購買したいものを絞り、商品前などに用意されている商品札をとりあえず持つ。その札に表記してある番号を頼りに、倉庫エリアで希望する商品をピックアップして、レジへ向かう。配送依頼は商品をレジに通した後で配送窓口に向かう。

IKEAの店内、およびショッピング方法
- 小物類は、売り場で気に入ったものを見つけたら次々とカートに入れればよい。会計は最後の最後にまとめてレジエリアで。
- 枕、シーツ、ベッドカヴァーなども売場でカートに入れればよい。
- 店内（日本）
- 家具類は、このようなモデルルームでじっくり検討し、購入したければ商品札を持ち、後で倉庫エリアへ
- このようなキッチンカウンター、キッチンシンク、壁取り付け食器棚なども販売しており、このような商品の場合はとりあえず商品札を持ち、後で店員に相談すればよい。
- 動線の最後に配置されているお会計エリア
- 店内（セルフサービスエリア）
- 倉庫エリア

イケアの特徴のひとつは、店内に下の写真のようなレストランやビストロが併設されていて、休憩や栄養をとることができることである。
レストランとビストロ
- IKEAレストラン（カナダ、ブリティッシュコロンビア）
- IKEAレストラン（シドニー）
- セルフ方式。食べたいものを自分でトレーにのせて、レジへ進み会計する。
- IKEAレストランの料理の例。サーモンつまり鮭（マレーシアの店舗）
- IKEAレストランで選べる料理の例（仙台店）
- IKEAビストロ

## イケア・ジャパン
イケア・ジャパン株式会社（英: IKEA JAPAN K.K.）は、千葉県船橋市浜町に本社を置く、イケアの日本法人である。

### 沿革
日本においては1972年（昭和47年）、名鉄百貨店（愛知県名古屋市中村区）と東急百貨店（東京都渋谷区）が国内初のイケア導入を行った。若者を中心に人気があったが、値段が高かったことなどから、業績が振るわず閉店した。
1974年（昭和49年）、大阪の三井物産資材部、湯川家具、チトセ（現・アイリスチトセ）および東急百貨店が、イケアスウェーデンとの契約のもと合弁会社「イケア日本株式会社」を設立。1981年4月に第1店舗を千葉県船橋市のローラースケート場跡（後日、現ららぽーと内アクタスの場所へ移転）に、翌1982年には第2店舗を兵庫県神戸市灘区新在家の国道43号沿いの「イケアタウン六甲」（現・サザンモール六甲そば）に出店した。小売はもとより卸売も行っていたが、1986年（昭和61年）に日本から撤退した。イケア日本株式会社の社員は、撤退と同時に新会社「アクタス」へと移った。
2001年（平成13年）には、日本再進出を決定し、2002年（平成14年）7月に日本法人「イケア・ジャパン」を設立。2006年（平成18年）4月24日に、千葉県船橋市にあった屋内スキー場・ららぽーとスキードームSSAWSの跡地の一部を利用し、1号店となる「イケア船橋」がオープンした。イケアストアオープンの恒例になっている「丸太カット」（テープカットの代わりである）も行われた。その後、2008年にかけて関東・関西地方に出店し、5店舗まで拡大した。
なお、当初1号店のオープンは2005年（平成17年）9月を予定していたが、より迅速な在庫管理を行うべく中国・上海に大規模物流センターを建設することとなり、延期になっていた。日本における物流センターは、千葉県八千代市にあるが仮のものであった。候補地は多数、上がっていたが、結局2006年（平成18年）11月15日に、愛知県弥富市上野町の弥富地区工業用地27ヘクタールを愛知県企業庁より約100億円で購入し、翌2007年（平成19年）6月に着工。2008年（平成20年）10月1日に「IKEA弥富物流センター」として操業開始した。当時、店舗がなかった中部地方が選定された理由として、既存店舗が存在する関東地方と関西地方の中間地点にあたること、また、名古屋港の物流利便性などが決め手になったとされる。
2012年（平成24年）に福岡市近郊の福岡県糟屋郡新宮町、2014年（平成26年）に東京都立川市と仙台市太白区、2015年（平成27年）に熊本市東区、2017年（平成29年）に愛知県長久手市、2024年（令和6年）1月に群馬県前橋市に出店。また、2020年（令和2年）には東京都渋谷区神宮前に国内初となる都心型店舗を出店している。
今後、静岡市駿河区においても出店予定。さらに、2020年までに札幌市・関東・関西にそれぞれ1店舗ずつ新設し、14店舗体制とする計画となっていたが、他社店舗やインターネット通信販売などとの競合から、一部出店を撤回する店舗も生じている。
店内の各商品の商品札は、スウェーデン語とカタカナが併記されているのが特徴である。

### 店舗
各店舗の詳細情報は公式サイト「お近くのイケアストア」を参照。各店舗の電話番号は非公表で、電話での問い合わせはカスタマーサービスセンターのみとなる。

#### イケアストア
- IKEA Tokyo-Bay（千葉県船橋市浜町2丁目、イケア・ジャパン本社所在地）
  - 2006年（平成18年）4月24日、ららぽーとスキードームSSAWS（それ以前は巨大迷路）跡地に「IKEA船橋」として開業。2016年（平成28年）4月24日に開業10周年として現店名に変更。
- IKEA横浜（神奈川県横浜市都筑区折本町）
  - 2006年（平成18年）9月15日、ヤナセ横浜デポー跡地に「IKEA港北」として開業。2025年（令和7年）4月1日に原店名に変更[26]。
- IKEA神戸（兵庫県神戸市中央区港島中町8丁目）
  - 2008年（平成20年）4月14日、神戸ポートピアランド跡地に「IKEAポートアイランド」として開業。2010年（平成22年）8月1日に現店名に変更。
- IKEA鶴浜（大阪府大阪市大正区鶴町2丁目）
  - 2008年（平成20年）8月1日、ホームセンタームサシ鶴浜店建設予定地だった埋立地に開業。
- IKEA新三郷（埼玉県三郷市新三郷ららシティ2丁目）
  - 2008年（平成20年）11月19日、JR武蔵野線武蔵野操車場跡地に開業。
- IKEA福岡新宮（福岡県糟屋郡新宮町中央駅前2丁目）
  - 2012年（平成24年）4月11日開業。
- IKEA立川（東京都立川市緑町）
  - 2014年（平成26年）4月10日、開業。立川基地跡地の国有地を取得した[27]。
- IKEA仙台（宮城県仙台市太白区あすと長町2丁目）
  - 2014年（平成26年）7月17日、長町駅前の再開発エリアに開業。これに伴い、同市泉区紫山のミニショップは5月11日をもって閉店。
- IKEA長久手（愛知県長久手市神門前）
  - 2017年（平成29年）10月11日、愛知高速交通東部丘陵線（リニモ）・公園西駅の北側に開業[注 3][28][29][30][31]。
- IKEA前橋（群馬県前橋市亀里町）
  - 2024年1月18日にオープンした[32][33]。北関東では初めての出店となる[32][34]。前橋への出店は2013年ごろにすでに計画があり、当初はパワーモール前橋みなみに隣接した場所に2015年ごろオープン予定とされていた[34][35]。しかし出店用地は取得済みだったもののいっこうに建設される気配がなく、約10年間に渡って長らくイケアの看板だけが用地に建っている状態が続いた。この看板だけの風景はSNS上で話題になった[32][36]。なお、この看板は今後社内で保存することを明らかにしている[32]。

#### シティショップ
- IKEA原宿（東京都渋谷区神宮前）
  - 2020年（令和2年）6月8日開業[37]。原宿駅から徒歩1分の商業施設・ウィズ原宿内に初の都心型店舗として開業した。当初の予定では2020年4月25日開業であったが、新型コロナウイルスの感染拡大を受けてウィズ原宿の開業が遅れ開業日が延期された。
- IKEA渋谷（東京都渋谷区宇田川町）
  - 2020年（令和2年）11月30日開業[38]。世界初となる7階建ての都心型店舗。1階から6階にショップが位置し、7階のレストランフロアは2021年春にオープン。1階には世界初となるベジドッグ専門店もオープン。
- IKEA新宿（東京都新宿区新宿）
  - 2021年（令和3年）5月1日開業[39]。日本初となる量り売りデリが楽しめる「Swedish Bite（スウェーデン バイツ）」が登場し、スモークサーモンやミートボールなどのスウェーデン料理がテイクアウトできる。
- IKEA京都（京都府京都市南区西九条鳥居口町）
  - 2024年（令和6年）11月12日にリニューアルオープン。
- IKEA横浜ベイクォーター（神奈川県横浜市神奈川区金港町）
  - 2025年（令和7年）3月14日に横浜駅東口の商業施設・横浜ベイクォーター内に開業[26]。

#### ショップ一覧
| 店舗名         | 店舗形態       | 所在地               | 開業日         | 売り場面積（㎡） | 駐車場 | 地図 |
| -------------- | -------------- | -------------------- | -------------- | ---------------- | ------ | ---- |
| IKEA仙台       | イケアストア   | 宮城県仙台市太白区   | 2014年7月17日  | 16,723           | ○      | map  |
| IKEA前橋       | イケアストア   | 群馬県前橋市         | 2024年1月18日  | 10,000           | ○      | map  |
| IKEA新三郷     | イケアストア   | 埼玉県三郷市         | 2008年11月19日 | 25,725           | ○      | map  |
| IKEA Tokyo-Bay | イケアストア   | 千葉県船橋市         | 2006年4月24日  | 23,499           | ○      | map  |
| IKEA原宿       | シティショップ | 東京都渋谷区         | 2020年6月8日   | 2,500            | ○      | map  |
| IKEA渋谷       | シティショップ | 東京都渋谷区         | 2020年11月30日 | 4,800            | ×      | map  |
| IKEA新宿       | シティショップ | 東京都新宿区         | 2021年5月1日   | 3,270            | ×      | map  |
| IKEA立川       | イケアストア   | 東京都立川市         | 2014年4月10日  | 23,723           | ○      | map  |
| IKEA横浜       | イケアストア   | 神奈川県横浜市都筑区 | 2006年9月15日  | 25,024           | ○      | map  |
| IKEA長久手     | イケアストア   | 愛知県長久手市       | 2017年10月11日 | 20,000           | ○      | map  |
| IKEA鶴浜       | イケアストア   | 大阪府大阪市大正区   | 2008年8月1日   | 23,500           | ○      | map  |
| IKEA神戸       | イケアストア   | 兵庫県神戸市中央区   | 2008年4月14日  | 23,900           | ○      | map  |
| IKEA福岡新宮   | イケアストア   | 福岡県糟屋郡新宮町   | 2012年4月11日  | 20,422           | ○      | map  |

- 港北店
- 神戸店
- 新三郷店
- 福岡新宮店
- 立川店
- 仙台店
- 長久手店
- 前橋店

#### 予定
- IKEA静岡（静岡県静岡市、名称は仮）
  - 2012年に第一回出店計画を発表したが、地元商工業団体の出店反対により計画は座礁。その後、イケアの出店用地にコストコが出店計画を発表したものの、同様に出店反対を受ける（そのためコストコは浜松市に出店地変更）。東名高速道路日本平久能山SIC供用に伴い、第二回出店計画を発表。

2014年2月、イケアは2020年までに合計で14店の大型店を運営する計画、2017年8月には、2020年に国内大型店14店体制を目指し、小型店舗を含めて出店していく方針をそれぞれ明らかにしていた。しかし、後述のように出店計画を見直した地域もある。

#### 過去の店舗

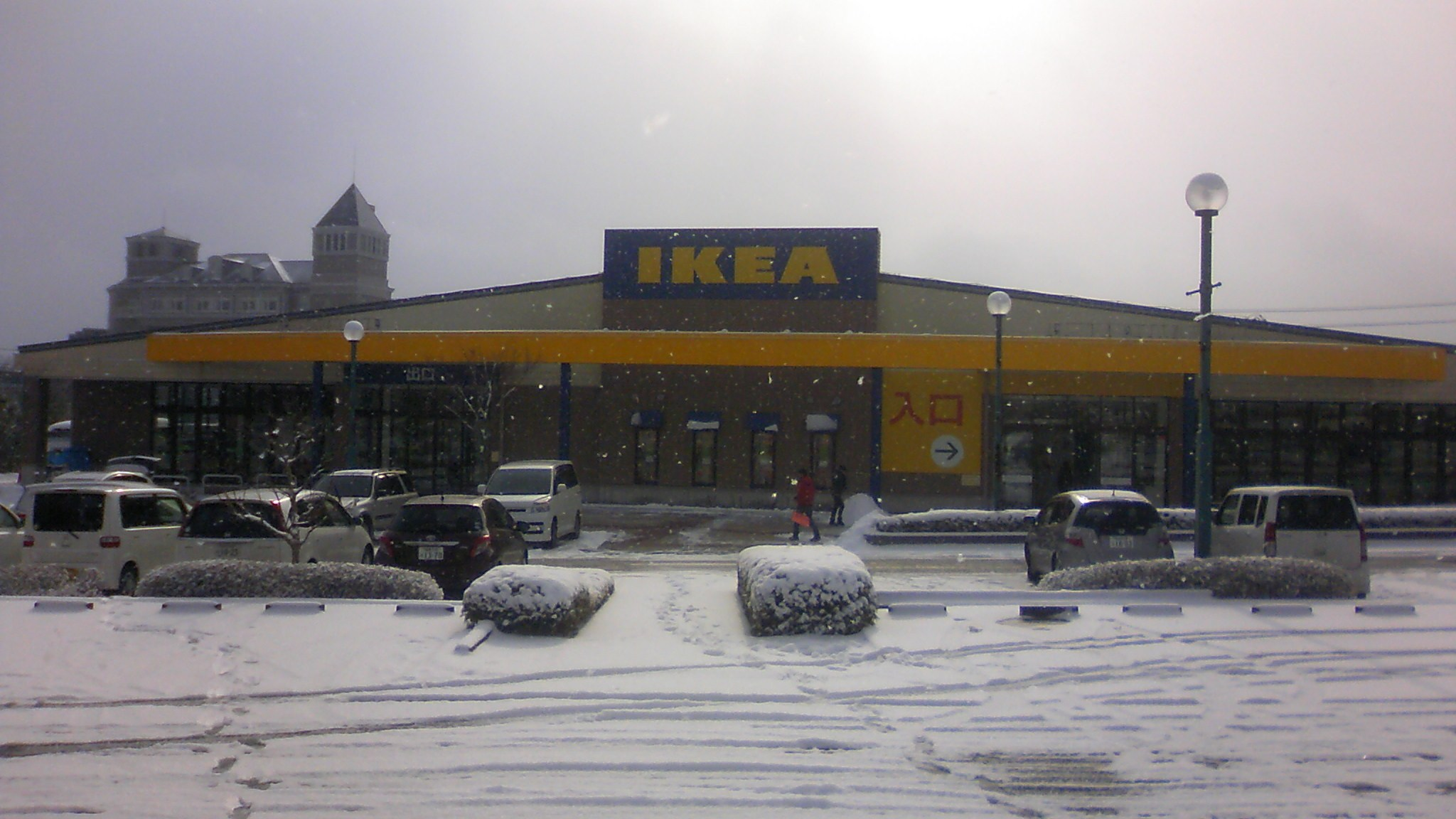
仙台ミニショップ

- IKEA仙台ミニショップ（宮城県仙台市泉区紫山1丁目）
  - 東日本大震災からの復興支援を目的として、仙台市泉区の紫山プラザK棟内に2011年（平成23年）9月26日開業[42]。1,500平米の店舗で生活雑貨を中心に約500点の商品を揃えて（通常のIKEAショップは40,000平米、9,000点の商品）、仮設店舗として営業[42]。同市太白区内への大型店出店に伴い、2014年（平成26年）5月11日に閉店。
- IKEA Touchpoint熊本（熊本県熊本市東区御領8丁目）
  - 2015年（平成27年）10月23日、福岡新宮店のサテライト店舗として九州道熊本IC南側の商業施設内に開業[43]。
  - Touchpoint熊本店は福岡新宮店の10分の1の店舗で店内の展示品は全てカタログ展示のみ、日本では初となる商品やカタログを見て注文し、後日受け取る「ピックアップポイント」という方式の小型店舗[44]。
  - 2018年（平成30年）7月31日に閉店。

#### 出店が中止された店舗
- 札幌市に出店予定だった店舗（北海道札幌市）
  - 2014年2月、関東と関西で各1店舗を出店し、更に札幌市にも1店舗を出店する計画であることを発表していた[24][40]。しかし、競合店の影響で採算が取れないとして、札幌については出店を撤回する事が2019年8月に北海道新聞の取材で明らかになった[25]。
- IKEA広島（広島県広島市、名称は仮）
  - 2015年以降に中四国地方初の店舗として開店予定とされており、広島駅北側国有地を2013年6月20日に47億円で取得[45][46][47]。2015年から予定地は時間貸しの駐車場となっている。しかし、イケアが予定地を取得してから7年経過した2020年現在でも、着工時期の見通しや店の概要すら示しておらず、建設されるかどうか不透明な状態となっていた[47][48]。
  - その後、イケアは「出店戦略を見直した結果」を理由として、広島への出店は白紙となり、新店予定地も住友不動産に売却したことが2021年11月に中国新聞を始めとする地元メディア各社の取材により明らかになった[47][49]。

#### 受け取りセンター
イケアでは店舗やオンラインストア上で購入した商品を直営の受け取り専用店舗にて受け取るサービスを主に同社の空白地帯で展開している。2024年1月現在、北海道旭川市・札幌市・函館市、青森県平川市・八戸市、岩手県紫波郡矢巾町、秋田県秋田市、山形県酒田市、福島県福島市・郡山市・いわき市、栃木県宇都宮市、茨城県つくば市・ひたちなか市、山梨県中央市、長野県松本市、新潟県新潟市、静岡県静岡市・浜松市・沼津市 、岐阜県可児郡御嵩町・大垣市、三重県津市・四日市市、石川県金沢市、富山県富山市、滋賀県野洲市、京都府京都市、岡山県岡山市、香川県高松市、広島県広島市・福山市、山口県下関市、長崎県長崎市、熊本県熊本市、大分県大分市、宮崎県西都市、鹿児島県姶良市にそれぞれ開設している。
さらに2024年7月18日には沖縄県で初となる商品受取りセンターを沖縄県宜野湾市に開設。

### 開店時の催し

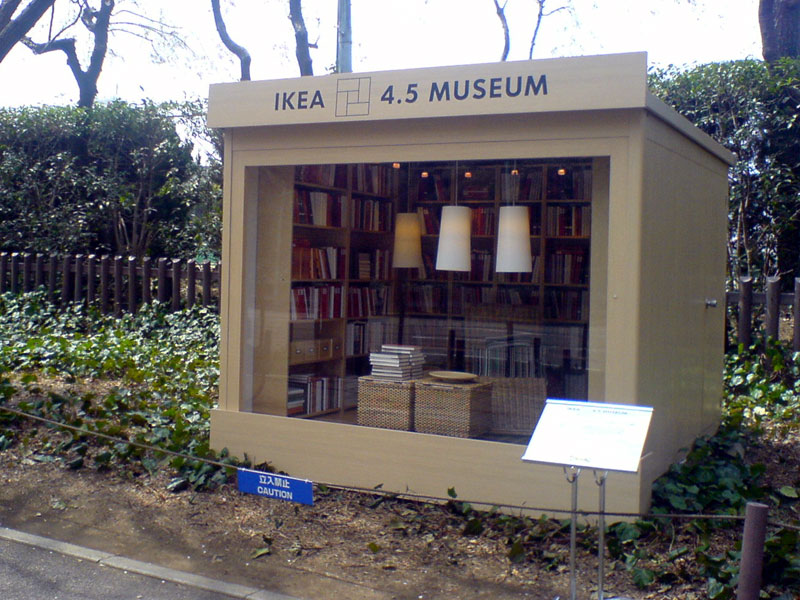
IKEA 4.5 MUSEUM（神宮外苑）

船橋店（現Tokyo-Bay店）オープン時
イケアでは、日本再上陸にあたってのプロモーション活動として、船橋店オープン前の2006年（平成18年）4月1日からオープン後の30日までの1ヵ月間、東京都新宿区の明治神宮外苑にある聖徳記念絵画館前の銀杏並木を利用して、「IKEA 4.5 MUSEUM」と呼ばれる屋外ショールームを用意した。14棟におよぶ日本的な「4畳半」の広さのブースを並木道に配し、それぞれ「本好きの部屋」「オフィスの部屋」「アートの部屋」など、テーマにあわせてイケアで販売される家具や雑貨商品を使っての住空間構築の提案が行われた。同時にイケアの特徴でもあるカタログの配布が行われ、展示終了後にはそれぞれの部屋の中身が応募者にプレゼントされる企画も開催された。
港北店オープン時
神奈川県横浜市の横浜赤レンガ倉庫において2006年（平成18年）8月26日から9月9日にかけて「IKEA ROOM BOX」と呼ばれる、船橋店オープン時とほぼ同様のプロモーションが行われた。用意されたブースは6棟に減ったが、4畳半から12畳までと部屋のバリエーションが変更になった。
ポートアイランド店オープン時
2007年（平成19年）10月2日より、「イケアポートアイランドができるまでブログ」を開設して、スタッフによる事前レポートがオープン前日の2008年（平成20年）4月14日まで6か月に渡って行われた（なおこのブログは一旦更新を終了したが、同年5月23日より「イケアポートアイランドができてからブログ」と名を変えて、ポートアイランド店のイベント情報などを告知するブログとして更新が再開されている）ほか、神戸・大阪を中心とした地域で2008年（平成20年）3月末より日本地域初のテレビCMを放送した。
IKEAホームファニッシングライナー
2008年（平成20年）4月1日から5月6日までの期間限定で、三宮駅から店舗のあるポートアイランドを結ぶポートライナーの車両6編成を、「IKEAホームファニッシングライナー」と呼ばれる特別仕様車に改造し、走行させた。また、駅の機能向上等のために命名権（ネーミングライツ）制度を利用して、スポンサーを募集していた神戸新交通より命名権を3年契約で購入し、店舗に隣接した同線の南公園駅に「IKEA前」という副駅名を命名し、駅構内をIKEA仕様に改装した。
IKEA Home Furnishing TV
「IKEA Home Furnishing TV 〜ホームファニッシングを楽しもう〜」は、イケアポートアイランド開店にあわせて、2008年（平成20年）4月4日より放映されている宣伝番組。イケアのインテリアデザイナーが出演し、イケアの商品を使って部屋を作る。千葉テレビ、テレビ神奈川、サンテレビ、テレビ埼玉で毎週金曜日、BS日テレにて土曜日に放映された。制作はフルハウス。放送終了後は、イケアホームページ上に閲覧できる動画が無償で提供された。
長久手店オープン時
渋滞緩和とリニモの利用推進の為、2017年（平成29年）10月11日より11月12日までの期間限定で、長久手店と同じくリニモ沿線にあるイオンモール長久手と愛・地球博記念公園とのコラボレーション企画としてリニモの1日乗車券を購入すると長久手店でホットドッグのトッピングサービスが受けられる ほか、この期間中の土・日・祝日限定でコラボに参加している長久手店を含めた3施設のオリジナルシールを貼ったリニモチョロQが抽選でもらえる。 さらに、リニモを交通系ICカードで利用して長久手店の最寄駅である公園西駅で下車後にそのICカードを店内の端末にかざすとソフトクリームの引換券がもらえる。このサービスは当初はオープン日の10月11日から11月19日までの予定であったが、その後2018年3月31日までに期間延長されている。
LIFE at HOME
「LIFE at HOME ～こころに残るひととき～」は、長久手店のオープンに合わせて地元局のテレビ愛知で2017年（平成29年）7月13日から9月28日までの毎週木曜の21:54から放送されたイケア1社提供の番組。毎週さまざまなジャンルで活躍する著名人たちが、自分の家のこだわりや好きな空間、家族との過ごし方などを語った。第1回に名古屋グランパスの楢﨑正剛が出演したほか、畑野ひろ子、Chara、福原美穂、岡本真夜らも出演。ナレーションは地元愛知県刈谷市出身の酒井雄二が担当した。上記「IKEA Home Furnishing TV 〜ホームファニッシングを楽しもう〜」と同様に放送終了後にイケアホームページ上にて無償での閲覧が可能であった。

### 配送・設置等
本来、イケアは客が自ら持ち帰り、設置し組み立てることを前提とした販売を行っていることもあり、家具の商品代金には配送料が一切含まれておらず、配送や設置、組み立て等のサービスは消極的であった。しかしながら、DIYの浸透度の低い日本において過去に失敗している経験上、船橋店オープン時には三菱電機ロジスティクスと提携して、外吊りでの搬入や不要な家具の引き取りまで含め、付帯作業の充実した配送・設置・組み立てのサービスを用意した。
1日に配送できる件数に上限があり、混雑する日曜日の夕方ともなると翌週末の配送予約が一杯になってしまうことが短所としてあげられる。当初、一回当たりの配送量の上限が事実上無かったが、オープン時の大混雑も含めて配送遅延や大量配送物の発生などで配送サービスがまともに機能しなくなり、港北店オープン時の2006年（平成18年）9月より配送量に最大3個までの上限が設けられ（4個以上はさらに別料金）、また配送料金そのものも値上げされた。
2015年9月時点の送料は配送地域、重量、個数で決まっていた。150kg以下かつ20個以下までは固定料金であり、サイズに制限がないためベッドやソファーなどの大型家具の輸送費としては比較的安価である。また、配送サービスの付帯作業として、梱包されていない商品（アウトレット商品など）は別途梱包料が必要となった。組み立てサービスは近距離の配送に限定されている。吊り下げ/吊り上げと6F以上の階段での搬入人件費、玄関から先への搬入には別途費用がかかる。
2018年6月より、SGムービング株式会社による配送サービスが提供され、メインエリア内は個数･重量制限なしで一律3,000円、上記の付帯作業費用と、購入日より15日目以降の配送留め置き料、クレーン車、ユニック車、キッチン時間指定サービスは別途必要となっていた。
港北店ではオープン当初は組み立てサービス自体が無く、アウトレット商品の配送もできないなど差異があったが、現在は神戸店も含めて差は少ない。
組み立てサービスの費用であるが、船橋店では商品価格の20%となっている。一方、港北店、および神戸店では警備・施工マネジメント（KSM）により商品毎にパンフレットにて「施工価格例」というかたちで費用が示されている。組み立てサービスの金額はあくまでも商品の組み立てのみに関するものであり、壁、床、天井などへの固定については別途もしくは含まれない。
手ぶら de ボックス
小物配送サービス。小口商品の配送用に別途「手ぶら de ボックス」と呼ばれる宅配ボックスが用意されており、全国一律配送料込みの箱が販売されている。自分で梱包し、配送カウンターに持ち込むことで、最大30kg、サイズ50×50×60cmの箱または3辺の合計160cm未満のパッケージを、メインエリアは990円、その他のエリアは1,290円、沖縄と離島は3,000円で配送することができる。
おまかせ配送サービス
イケアはショールームで決めた商品をセルフサービスエリアでピックアップし、会計・梱包・持ち帰りをすべてセルフサービスで行うことが基本であるが、希望の商品をスタッフがすべてそろえて、自宅まで届けるサービスも提供している。メインエリア内であれば個数･重量制限なしで一律3,990円、エリア外は個別に設定された配送サービス料金となり、オンラインストアのサービス料金と同一になっている。

### IKEAオンラインストア
2014年11月1日よりIKEA FAMILY会員限定で、福岡新宮店に限り福岡県内全域（2015年1月からは九州全域に拡大）を対象としたメールショッピングサービスを開始した（ただし、商品代金に加え配送料金と商品ピックアップ代行費用が掛かる）。
インターネット版カタログは早くから用意された一方、ネット販売は長らく行っていなかったが、2017年4月からネット通販「IKEAオンラインストア」のサービスを開始し、商品注文時に自宅への商品配送と、店舗で商品を受け取れるサービス「クリックアンドコレクト」を提供している。なお、ネット通販の開始前は配送サービスも店頭で購入した商品が対象となるため、ウェブ上には「購入代行業者」が多数存在していた。公式ウェブサイトに「IKEAと類似のブランド表示による通信販売サイトはIKEAとは無関係です。イケア製品はイケアストアのみでの販売となります」との記載があった。
2017年10月11日より、IKEAオンラインストア（専用サイト）で注文した品が、各店舗（イケアストア）から日本全国（一部離島を除く）へ発送されるようになった。ウェブに掲載の無い品（アソートカラー商品、布地、植物、食品）は対象外で、商品の在庫が無い場合も注文できず、「おまかせ配送サービス」（前述）の機能を拡充させたもの。小物類配送ボックス（手ぶら de ボックス/前述）に入る場合は、小物配送サービス料金が自動的に適用される。メインエリアの18都府県（2018年6月現在） 以外の地域には、個別の発送料金が設定されている。

### 会員制度
イケアには「IKEA FAMILY」と「IKEA for Business」という会員制度がある。入会費や年会費などは無料で、ウェブ上や店頭で申し込むことで会員登録でき、下記のような会員特典が受けられる。
- 会員特典の例
  - 「IKEA FAMILY セミナー」への参加
  - 「IKEA FAMILY LIVE」の会報誌配布
  - 「特別割引商品」の購入権利
  - 「IKEAレストラン」における割引
  - 「IKEAカフェ」における、コーヒー・紅茶の無料サービス（平日のみ）

店頭で申し込む場合は応募用紙に仮の会員カードが付いており、即時利用可能である。ウェブ上で申し込む場合は後日会員カードが送付される。会員特典を受ける際には、会員カードの提示が各特典を受けられる場所にて必要である（なお、「特別割引商品」の購入権利に関して、日本国内では海外の会員カードが使用できない、日本国内限定である。なお、会員カードにポイントが貯まる機能は付いていない）。

### IKEAレストラン
店舗にはレストランとカフェが併設されている。レストランではスモークサーモンやミートボールなどを中心としたスウェーデン料理を食べることができる。これらの店内のテーブル、イス、カトラリー、食器等も全て自社製品で統一されている。また、菜食主義者向けのプラントベースのホットドッグやソフトクリームなどを売っているビストロや、スウェーデン直輸入のものを中心とした食材を販売している「スウェーディッシュ・フード・マーケット」がある店舗もある。
2025年までにIKEAレストランのメニューの50％、IKEAフードマーケットでは80%をプラントベースにする目標を掲げている。理由は、環境保全や健康、動物福祉としている。
- IKEAレストラン
- IKEAレストラン
- スウェーデン風ミートボールとスウェーデンロールケーキ

### IKEAカタログ
イケアのカタログは1年に1度発行される。全世界28か国で発行され、27言語に翻訳されている。2007年度は56版発行され、合計発行部数は1億9,100万部を数える。
日本では店頭における配布の他にポスティングでの配布も行っており、イケアが商圏と考える地域の家庭に直接配布される。また、書店・コンビニ等で有償で販売される場合があり、有償版では店頭やポスティングのものと異なりクーポンが付いている。

### テレビ番組
- 日経スペシャル ガイアの夜明け 激突!巨大家具メーカー（2006年5月23日、テレビ東京）[58] - イケア方式の全貌を取材。
- 日経スペシャル カンブリア宮殿（テレビ東京）- 出演：イケア・ジャパン社長 ヘレン・フォン・ライス
  - オシャレなのに格安!大人気イケアの秘密（2017年5月18日）[59]
  - 進化するイケア!都心戦略の全貌に迫る!（2021年5月20日）[60]

## 環境対策・イケア鉄道
イケアは、家具の材料に主に木材を多く使うことから、森林伐採対策やリサイクルなどに対して非常に関心が高く、1980年代から積極的に環境問題に取り組んでいる。合板に対するホルムアルデヒド放出量の厳格化や、熱帯雨林伐採の木材を使わず、植林によって生み出された木材を使う、あるいは各種梱包材や家具そのもののリサイクルなどの活動を続けている。
2018年6月、サステナビリティ戦略「People & Planet Positive」を改訂したと発表。「2020年までに、全世界で使い捨てプラスチック用品の販売とレストランでの提供を全廃する」と宣言した。
そのような中で、2002年にはイケア鉄道（IKEA Rail）を設立し、スウェーデン、デンマーク、ドイツで貨物列車の運行を行っている。これはイケアが製品などを各地に配送する際のトラック輸送に伴う環境負荷を軽減するために、自前の鉄道車両を用意したもので、渋滞による遅延もなく、輸送コストとしても安く、また環境負荷も少ないということで一日あたり50台のトラック輸送を撤廃できた。今後、ポーランド、イタリア、ベルギーなどへも路線網を伸ばしてゆくことが計画されている。
なお、イケア鉄道は既存の線路を使って貨物列車を運行する事業者であり、自前の線路を所有しているわけではない。ヨーロッパの鉄道で普及している上下分離方式の上部に当たる。
店舗展開する地域での社会貢献活動も行っている。日本では、2020年（令和2年）に、IKEA鶴浜（大阪市）が大阪市立西淀川図書館に対し、子ども向けスペースを改装するための家具を支援した事例がある。

## 開業時の混雑

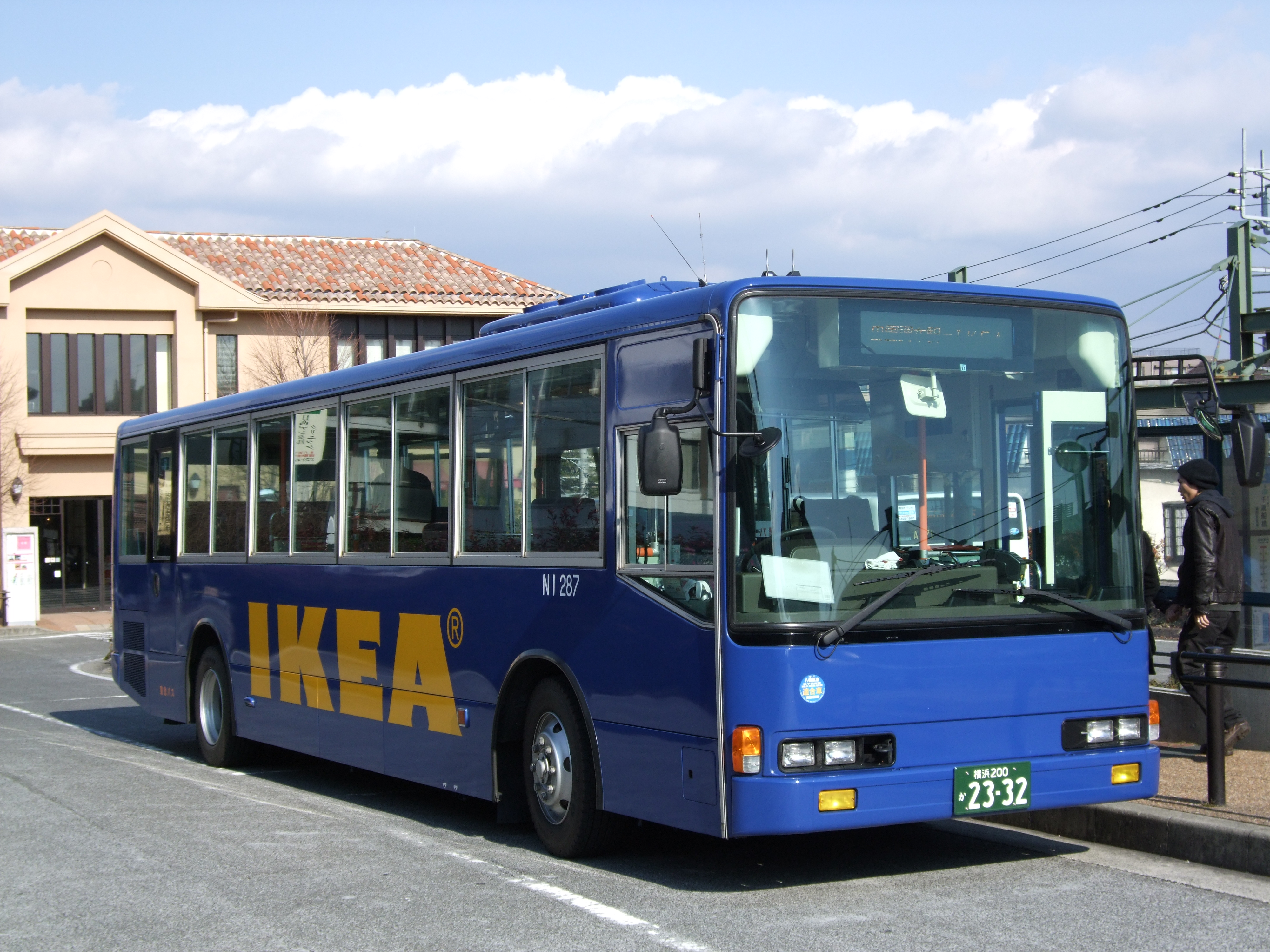
IKEA港北シャトルバス・田園調布駅

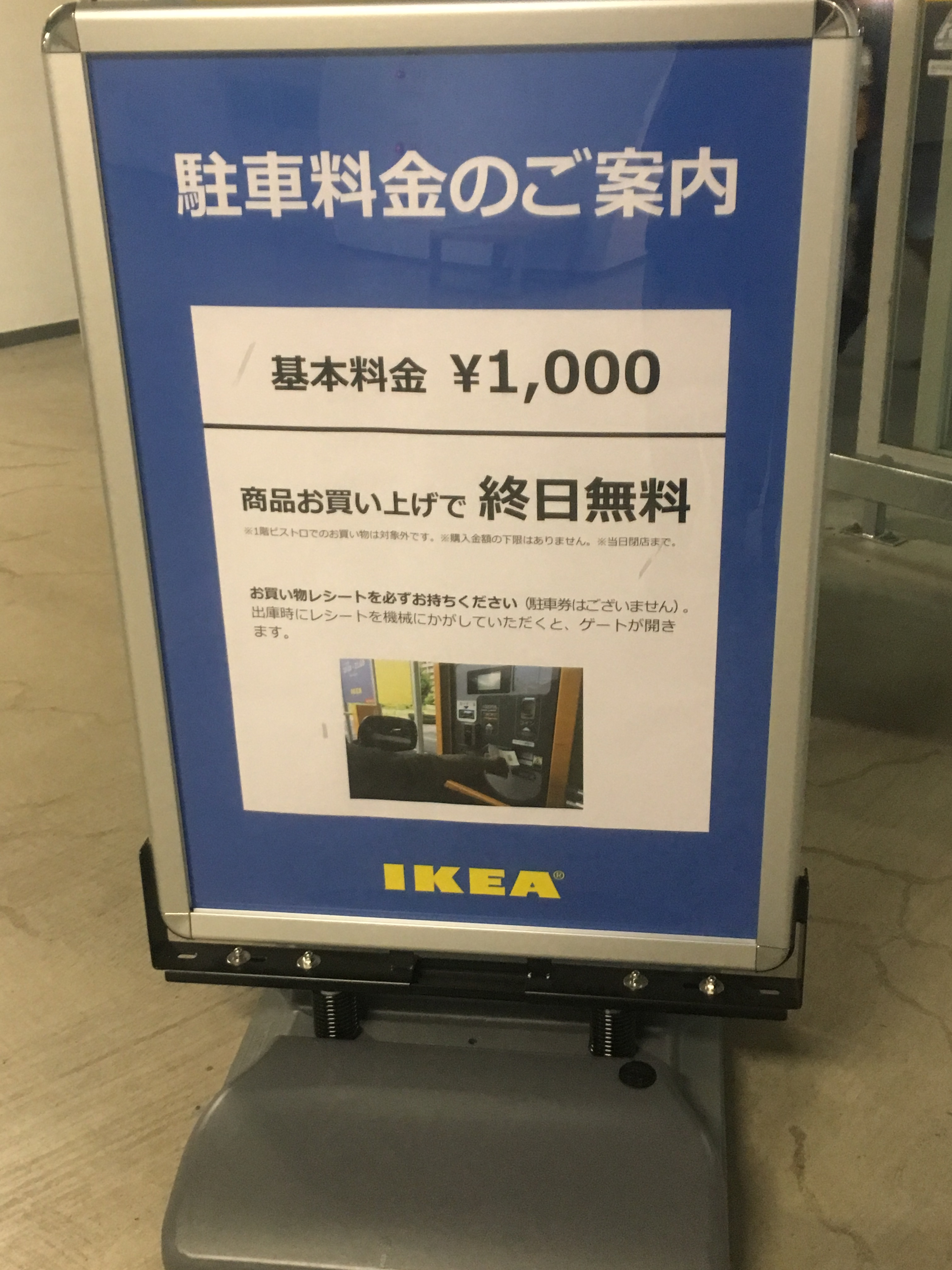
立川店独自の駐車料金案内（2018年）

世界各地で開業時には混雑が生じる。2005年2月のイギリスのエドモントン店オープン時には、特売品を多く告知した結果、特売に群がりたがるイギリス庶民の心理が刺激されたのか、深夜オープンにもかかわらず、周辺道路には多くの客が特売に間に合うように自動車を駐・停車し、来場者は6,000～7,000人に及び、特売品を奪い合う乱闘騒ぎとなり、6名が病院へ運ばれる事態となり、イケア側の予想を超えたこの事態を収拾するために開店40分後には閉店しなければならなくなった。中国上海店オープン時には、一日で8万人が来場した。
船橋店オープン時は、月曜日のオープン、特売品は設けないとしたが、来場者は35,000人を超えた。週末・休日には入店までに数時間、閉店から3時間後でもすべての車が出庫できないなどの状態となった。その後、本来3時間以上の利用の場合は有料であった駐車場が無料開放されたり、土日祝日の営業時間延長など、混雑緩和策を行った。
港北店オープン時、近接した第三京浜港北ICには、渋滞が発生した。新横浜駅－イケア港北間のシャトルバスが運行されている他、2008年（平成20年）3月20日から2015年3月31日まで東急東横線・目黒線の田園調布駅からシャトルバスを運行（東急バスによる運行）していた。
鶴浜店ではJR難波駅 (OCAT) - イケア鶴浜間の無料シャトルバス（両備バス委託、以前は北港観光バスに委託されていた） 及び、IKEA⇔梅田・大正 Express（大阪シティバス委託）を運行する。2018年現在、両バスとも有料化されている。
神戸店では三宮駅からのシャトルバス（みなと観光バスが運行）が運行されていた。現在は神姫バスが同所にバス停が設置されたため廃止となった。
立川店では周辺道路混雑対策として、駐車場を有料としている。オープン当初は離れた場所に無料の臨時駐車場も設け混雑を分散させた。また、近隣施設にて大型イベントが開催される際は駐車場を閉鎖、もしくは店舗営業時間の短縮等の措置をとる場合があるなど、開業後も道路混雑に配慮している。
駐車場出入口付近の歩道が大変混雑し危険なため交通誘導員が営業時間中配置される。
長久手店は水曜日オープンとなったにも拘らず、開店時点で1,000人を超える来場者が列を作り、店内・周辺道路共に店側の予想を上回る混雑となったため、店側は「ご来店いただきましたお客さまにとって快適なお買い物体験をご提供するため」として、21時までの営業時間を短縮して19時に閉店した。なおIKEA長久手は、2020年時点では東海地方唯一の店舗であり、近くに愛・地球博記念公園（ジブリパーク）やイオンモール長久手がある上に店舗から約1km強のところに名古屋瀬戸道路の長久手ICがあり、自動車で行きやすいことから、土曜・休日にはIKEAの前を通る幹線道路（愛知県道6号力石名古屋線（グリーンロード）・愛知県道215号田籾名古屋線）は必ずと言ってよいほど大渋滞が発生する。

## 不祥事・騒動

### 食品に関する問題
- 2013年2月23日、チェコ当局が行った検査により、自社ブランドのミートボールから馬肉が検出されたために、欧州16か国での販売を中止したと発表した[67]。また、ソーセージからも馬肉の痕跡が発見されたために、5か国での販売を停止したと発表した[68]。
- 2013年3月5日、中国当局が行った検査により、店内にあるレストランで提供するアーモンドケーキの一部から大腸菌群が検出されたために、23か国の店舗にて同商品の提供を中止したと発表した[69]。

### 自主回収
- 2017年1月25日、イケア・ジャパンが日本国内向けに販売したビーチチェア『ミースィングソー ビーチチェア』のうち約8,000個について、組立て方法を間違えることなどによって転倒や指挟みなどの事故が発生するおそれがあるとして、自主回収の対象とした[70]。

### 欠陥による訴訟
- 2017年4月、イケア・ジャパンが販売した木製椅子4脚を飲食店の新規開業のため購入した大阪市内の男性が、椅子の座面支持用の軸受けが突然外れ、指が曲がらなくなるなどの障害が残り、男性はその影響で飲食店を閉店せざるを得なくなった。男性は商品の欠陥が原因であるとして、イケア・ジャパンに対し大阪地方裁判所に訴訟を提起。当該の椅子では、2013年にも類似の事故が発生していることが明らかとなっている。2017年4月11日付で、イケアが男性に解決金を支払うことで、同地裁で和解が成立した[71]。

### 放送におけるハプニング
- 2016年2月24日、日本テレビ「ヒルナンデス!」の視聴者プレゼントとして紹介した「POÄNG」をオードリーの春日俊彰がプレゼントコーナー中に司会が「絶対に壊れない椅子」と宣言したが、過剰な往復荷重を掛け、さらに相方の若林正恭がその状態で勢いをつけたため、椅子の脚が折れて壊してしまうハプニングが発生した（この時2人とも揃って転倒している）[72]。後にオードリーはこの件についてラジオで謝罪した[73]。しかし、そのハプニングが発生して以降、皮肉なことに売り上げが倍増したとのこと[74]。2017年9月20日に「ヒルナンデス!」で再び「POÄNG」が取り上げられた際、若林は「（テストの負荷を）芸人ふたりにしたほうがいい」と悪乗りしていた[75]。
  - 放送後もこの事件が長らく話題となり、例えば2019年6月16日放送の「日向坂で会いましょう(オードリーの2人がMCで出演)」では、「クレーマーへの対応」を実践で練習した場面で、上記の椅子事件をネタにしている[76]。

### 政治問題への配慮
- 2014年12月18日、ソウル特別市近郊の光明市に、大韓民国1号店を開店する予定にしていたところ、同一製品が他国に比べて販売価格が高いという議論や、IKEAが韓国以外で販売していた世界地図を描いたインテリア用の壁掛けに「SEA OF JAPAN」と表記されている事が韓国内で問題になり、反発が高まり不買運動などが呼びかけられた。2014年12月4日に、英語で「SEA OF JAPAN（日本海）」と単独表記され、韓国で非難を浴びていた装飾用の壁掛け地図の販売を来年から全世界で中止し、スウェーデン本社に「東海」との併記をリクエストしているところだ、と韓国人の心情に配慮した説明をし、正式に謝罪することになった[77][78]。
- 日本国内では、イケアはどの国家の政治的な圧力にも方針を変えることはないし、「SEA OF JAPAN」は国際連合のデータにもある世界統一の名称であるのは間違いなく、これからも「SEA OF JAPAN」デザインの商品が開発されれば、これまで通り販売していく、と日本人の心情に配慮した説明をした[79][80]。

### 着替え時間の賃金未払い
- イケアが2006年の日本での創業以来、従業員に対し、着替えの時間の賃金を支払ってこなかったことが、2023年8月に一部新聞社の報道により判明。従業員の証言によると、始業時にはタイムカードは制服に着替えてから打刻し、終業時にも着替える前に打刻するよう求められていたという。
- 同社は事実関係を認めた上で、2023年9月より着替え時間も賃金を支払うこととした[81]。

## その他
- 2011年、ハーバード・ビジネス・スクールなどの研究グループがユーザーの満足感についての実験を行ったところ、若干の労働により商品に感じる価値が上昇する結果が得られた。この実験では家具の組み立てを行った際にイケアの商品を使用したことから、『イケア効果』と名付けられた[82]。
- ヨーロッパでは組み立て家具を販売する代表的な存在であり、2002年にドイツの民法典に追加された瑕疵担保責任により、取扱説明書の内容が不十分なため買主が組み立てに失敗して毀損した家具についても瑕疵が認められるようになったが、これは「イケア条項（独: Ikea-Klausel）」と通称されている[83]。
- 日本においては、イケアの家具を搬送不可、もしくは補償対象外としている引っ越し業者が多い[84]。接着剤や木ネジを多用しており、構造上分解し再組み立てすることが困難であるためである。
- 家具等の他に玩具やぬいぐるみ（イケア公式の製品ジャンル名は「ソフトトイ」[85]）も販売されており、ラインナップのなかでもサメのぬいぐるみ[86] は“イケアのサメ” / "(IKEA)blahaj"として著名で、擬人化（椅子に座らせて食卓を囲ませる、等）した写真をSNSに投稿するといった流行が世界的に存在している[87]。なお、商品名の“ブローハイ(BLÅHAJ)”とはスウェーデン語でヨシキリザメを意味する。
- 2021年2月に台湾のPCおよびPCパーツ、スマートフォン、周辺機器製造メーカーASUSのゲーミングブランドROG（Republic of Gamers）とコラボレーションしたゲーミング家具を、中国で先行発売開始した[88]。同年5月には日本国内でも販売開始[89] をし、10月には香港でも販売開始[90] した。